# Wes Anderson
Wesley Wales Anderson (Houston, Texas, 1 de maig de 1969) és un director de cinema estatunidenc. Director de comèdies, aborda temes relacionats amb la comunicació, preses submarines, sovint inclou a Bill Murray en el repartiment, col·laboracions artístiques amb l'actor i escriptor Owen Wilson.
El 2015 va dissenyar el Prada Cafè Bar Luce per a la companyia de luxe italiana Prada, ja que va ser en una pel·lícula de cinquanta per recordar el disseny icònic dels palaus de disseny de Milà d'aquella època.

## Biografia cinematogràfica

### Primers anys de carrera
Wes Anderson emergí a l'escena del cinema underground nord-americà amb la preparació cinematogràfica necessària per afrontar els reptes següents. Llurs peculiars i excèntriques pel·lícules establiren a Anderson quasi com un gènere en si mateix.
Estudià filosofia a la universitat de Texas, on va conèixer al seu futur col·laborador, Owen Wilson, i el seu germà Luke Wilson. Tots dos treballaren junts amb Anderson per a rodar la versió curta del que després es convertiria en el primer llargmetratge d'Anderson, Entre lladres 1998, que protagonitzà i va escriure conjuntament amb Owen Wilson. Malgrat que el film no rendí en la taquilla, es convertí en un film de culte que donà un gran impuls la carrera d'Anderson.
La següent pel·lícula d'Anderson, també escrita amb Owen Wilson, fou Rushmore 1998, el relat d'un triangle amorós poc comú entre una mestra d'escola, un estudiant i un home de negocis, que proporcionà a l'actor Bill Murray nombrosos guardons i a en Anderson el seu més gran reconeixement fins al moment. Aquesta pel·lícula es convertirà en la primera col·laboració d'Anderson amb Murray i Jason Schwartzman, dos actors que apareixeran en totes les pel·lícules futures del director.

### Dècada dels 2000
A aquesta li seguí l'absurda comèdia The Royal Tenenbaums 2001, el relat d'una família de joves genis desil·lusionats que tornen a trobar-se amb el seu pare, interpretat per Gene Hackman. El film que, presenta a un ampli elenc d'excel·lents actors, recorda encara l'estil de les primeres obres d'Anderson.
Wilson formaria part del repartiment del seu film següent, The Life Aquatic with Steve Zissou (2004). En aquest cas, el director s'associà el cineasta Noah Baumbach, amic i company seu. El resultat fou notablement més fluix malgrat que no menys peculiar.
The Darjeeling Limited (2007) explica el viatge emocional que emprenen tres germans en un tren a la India. En aquesta pel·lícula es veien reflectides els tons dramàtics de The Royal Tenembaums, però tenia una transcendència poètica similar a Life Aquatic. Anderson va afirmar que va escollir l'Índia com a platò del film perquè volia donar tribut al director indi Satyajit Ray, de qui Anderson va dir que "les seves pel·lícules m'han inspirat en moltes maneres per a fer el meu cinema". La pel·lícula fou protagonitzada per els seus col·laboradors habituals; Owen Wilson, Adrien Brody, Jason Schwartzman, etc.
L'any 2008, Anderson va ser contractat per escriure el guió de l'adaptació americana de Mon meilleur ami, una pel·lícula francesa.
Anderson va fer un canvi de registre quan l'any 2009 va presentar l'adaptació en stop-motion del llibre de Roald Dahl Fantastic Mr. Fox. La pel·lícula va adaptar el seu formalisme a l'animació. Això el va fer aconseguir una nominació a l'Oscar a la millor pel·lícula d'animació.

### 2012- Avui dia

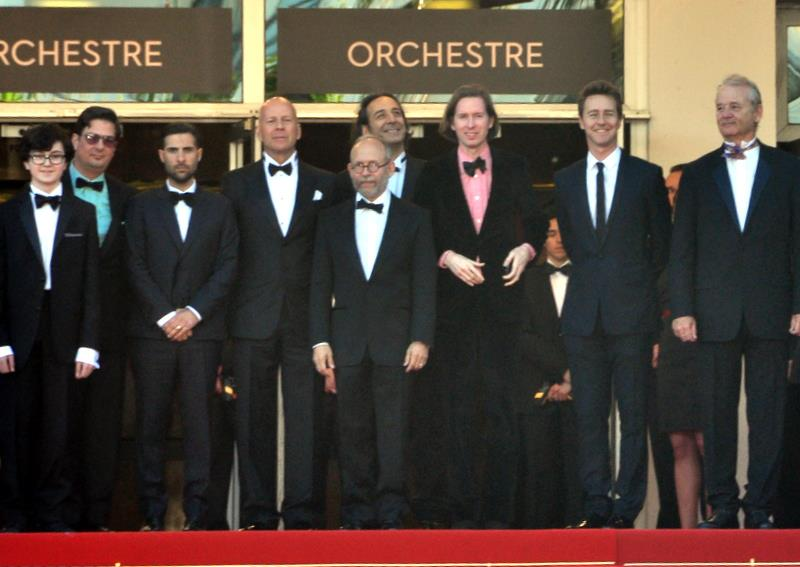
Obertura del Festival de Canes de 2012 amb el film Moonrise Kingdom.

Andderson va obrir el Festival de Canes de 2012 amb el seu nou film Moonrise Kingdom. La pel·lícula estava repleta de l'estil d'Anderson. La pel·lícula li va donar al director una nominació de l'Academia pel seu guiò.
La següent pel·lícula d'Anderson, The Grand Budapest Hotel (2014), va augmentar la llista de col·laboradors amb Anderson: Ralph Fiennes, Jude Law, Murray Abraham i Saoirse Ronan, sense deixar de costat les seves col·laboracions regulars. L'argument ens presenta la història d'un hotel als anys 30 i del seu director, tot convertint-se en una història de crims i horrors relacionats amb l'herència d'una família. Finalment la pel·lícula va tenir una gran recaudació en taquilla, i un reconeixement amb múltiples nominacions i quatre Oscars guanyats.
Anderson va retornar al món de l'stop-motion amb Isle of Dogs (2018) ; on els seus col·laboradors comuns i també nous apareixeran en les veus dels gossos que apreixeran en la història: Bryan Cranston, Edward Norton, Bill Murray, Jeff Goldblum, Bob Balaban, Greta Gerwig, etc. En aquesta pel·lícula també retorna la cultura d'un altre país, en aquest cas la Japonesa.

## Tècniques de direcció
Una de les característiques més interessants de les pel·lícules de Wes Anderson és indubtablement les seves tècniques formals com a director. Aquestes han donat pas als crítics per a nomenar a Anderson com auteur; un terme que fa referència a aquells directors que impregnen unes característiques pròpies a totes les seves pel·lícules, i que fan que siguin reconeixibles pel públic com a autoria pròpia d'aquell director.

### Temes i històries

#### La Família[10]
Anderson ha escollit sempre la creació d'històries centrades en un tòpic comú; la família (més explícitament en la família disfuncional). Els personatges siguin nens o pares, portaran a sobre seu el pes d'una relació complicada amb els altres membres de la seva pròpia família. Aquests tòpics que es podrien trobar en moltes pel·lícules convencionals, porten el segell "Anderson" degut a la seva posada a l'extrem. La pel·lícula per excel·lència on hi figura aquest tema seria The Royal Tenenbaums: una relació amorosa entre un germà i la seva germana adoptada, una mare que es preocupa massa i un pare que es preocupa ben poc, etc. Les conseqüències d'aquestes famílies disfuncionals seran molts dels punts de partida dels problemes dels personatges principals; com seria el cas dels germans Whitman de The Darjeeling Limited, qui viatgen a la'Índia a cercar la mare que els havia abandonat poc després del funeral del seu pare.
Tot i transformar-se com ja hem dit, en una de les conseqüències del conflicte, les relacions entre les famílies també supondran una resolució del problema de la mateixa història: els Tenenbaums acaben la pel·lícula resolent entre ells els problemes.

#### Nens i adults[11]
Com a conseqüència de l'anterior tema, ens trobem les representacions singulars que té Anderson dels nens i dels adults. Els nens, protagonistes recurrents de moltes de les seves pel·lícules (un exemple pròxim seria Isle of Dogs), parlen i pensen com adults. Parlen de manera intel·lectual, tenen habilitats i aficions poc comuns en gent de la seva edat i poden arribar a mantenir relacions complexes entre ells (el cas dels dos protagonistes de Moonrise Kingdom).
Paral·lelament a aquesta característica dels universos d'Anderson, ens trobarem que els adults es comportaran de manera general com a infants. Parlen amb ingenuïtat, s'enfaden o es barallen entre ells per les coses més insignificants, actuen davant de les situacions amb reaccions juvenils i les relacions entre ells semblen extretes d'una novel·la adolescent (la relació dels dos germans de The Royal Tenenbaums).
La unió d'aquests dos conceptes donarà pas a interaccions entre les dues generacions molt identificables de les pel·lícules d'Anderson; els nens renyaran als adults i els donaran les lliçons de com funciona la vida, els adults tractaran als nens com a iguals o fins i tot com a superiors,etc.
La lliçó de vida que aquest tema voldrà evocar, serà que els adults poden relaxar-se més i disfrutar de la vida, mentre que als nens són persones que poden prendre's de manera més seriosa de la que pensem.

#### Nostàlgia
La necessitat d'Anderson per implantar-nos en un món surrealistes amb personatges psicològicament inestables és compensada per la connexió amb el món de l'espectador a partir dels voltants; però més important, amb la nostàlgia.
Els períodes que ens presenten són (o semblen, perquè en algunes pel·lícules no s'implanta un any concret però es pot deduir) anteriors al nostre. L'antiguitat de les vestimentes, objectes i edificis, produeixen un sentiment de retorn a un passat fantasiós.
La nostàlgia no només es forma amb objectes o attrezzo, però també amb les innumerables referències a un cinema anterior i influent per al propi Anderson; referències a la Nouvelle Vague, al cinema d'Orson Welles i (com hem citat abans) al director indi Satyajit Ray.

#### Tractament del guió
L'humor que és present en les obres d'Anderson, ve implantat amb el particular tractament de guió que aquest posa a la boca dels seus personatges. Les peculiars línies que dites en el món real es considerarien d'humor, són lliurades per els actors de manera purament seriosa com si no notessin la comicitat del seu comentari. Per tant, aquesta combinació entre els estils d'actuar i escriure, ens porta a un to d'escena que es transformarà en serietat i absurditat tot a la vegada.

### Estil Visual
El treball darrere de les càmeres que Anderson ocupa es veu reflectit en l'estil visual de les seves pel·lícules. Des dels seus principis amb Entre lladres ja sorprenia als crítics amb uns plans poc convencionals pel contingut que s'estava produint en aquella època.

#### Tràvelings
Les escenes on el tràveling pren protagonisme, la càmera es mourà en diferents direccions (amunt, avall, d'esquerra a dreta, etc.) tot per crear moviment i, molt en el cas de les pel·lícules d'Anderson, per mostrar el detall que tenen els espais creats.
Hi ha escenes específiques on Anderson farà servir aquesta tècnica per a donar petites pinzellades de les històries que existeixen en els micro-mons, i que són externes a l'argument principal. Les escenes presentaran un diorama d'aquest món amb petites habitacions on apareixeran petites escenes i detalls que complementaran un argument de la història i ompliran alguns dels buits d'aquesta.
Un gran exemple es trobaria a The Darjeeling Limited, on ensenyen diferents personatges secundaris assimilant que tots es troben en vagons de tren. La càmera es posarà en rails i s'anirà movent per tots els "vagons", mostrant personatges com: la ex-dona, uns nens de la vila, el personatge de Bill Murray, etc.
Un tipus de tràveling que Anderson posarà en pràctica, és la tècnica del Whip pan (es traduiria a escombratge de fuetada). On farà servir el tràveling per a canviar de pla; la majoria de vegades la direcció que pren és la de la mirada dels personatges, per tant un pla contra pla.

#### Simetria
Una tendència que ha anat augmentant cada cop més al llarg de la seva filmografia és la simetria dels plans. La simetria no només consisteix en posar la càmera de manera que els personatges quedin centrats, sinó que Anderson fa una posada en escena que evoca encara més aquest efecte de simetria; centrant els personatges i utilitzant escenaris amb línies rectangulars.
Això crearà una guía per a l'ull de l'espectador que el guiarà fins al punt on el director vol que s'hi fixi. També crearà una perspectiva forçada, on ens donarà la sensació de veure una profunditat irreal en l'escena.

#### Paleta de colors
La semblança que tenen les pel·lícules d'Anderson amb un conte il·lustrat, es deu a la gran delicadesa del director per demostrar que aquell món que ens està ensenyant és purament creat per ell. Les seves pel·lícules fan servir un contrast entre tons pastel i tons brillants.
Aquesta paleta de colors s'implanta en tot allò que envolta l'escena; vestimenta de personatges, objectes que porten, escenaris i fins i tot els textos que apareixen en pantalla.
Anderson ha treballat amb un seguit de diferents dissenyadors de producció per a les seves pel·lícules; això es reflecteix amb la tonalitat cromàtica de cadascuna de les pel·lícules, cadascuna té el seu propi codi cromàtic. The Life Aquatic with Steve Zissou amb blaus i roses corals, Fantastic Mr. Fox amb grocs, marrons i daurats, i finalment The Grand Budapest Hotel (on més s'ha vist explorada aquesta estima pel contrast cromàtic) amb pastels, roses, violetes i blaus.

#### Plans zenitals
Sobresortia de les convencionalitats des de la seva primera pel·lícula amb aquest pla zenital. La majoria d'aquests es faran per mostrar una proximitat dels accessoris que tenen una certa importància per als personatges. També hi hauran que mostraran certs documents que ens ajudaran a entendre la història o que la complementen; el llibre amb el currículum acadèmic del protagonista de Rushmore, el mapa del pla de robatori d'Entre lladres, etc.

#### Seqüències acàmera lenta
Apareixen bàsicament per a destacar la importància de les escenes. Moltes d'aquestes acostumen a aparèixer al final de les pel·lícules degut a la importància que tenen per al tancament i conclusió de l'argument.
Un exemple clar es trobaria a la pel·lícula The Darjeeling Limited: on dues seqüències a càmera lenta s'intercalen al principi i al final de la pel·lícula, en les dues els personatges corren per poder arribar al tren i no perdre'l. L'escena del principi mostra la importància d'agafar el tren i emprendre el viatge, mentre que la del final ens mostra com els personatges s'alliberen del pes dels seus remordiments i agafen el tren per tornar a casa. La càmera lenta imparteix també un sentiment de suspens per si arribaran al tren o no.

## Filmografia

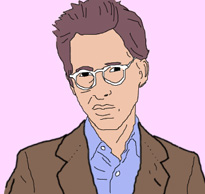
Dibuix del director de cinema Wes Anderson.

| Any  | Títol                                              | Com a    | Com a     | Com a     | Com a | Notes                                                                         |
| Any  | Títol                                              | Director | Productor | Guionista | Actor |                                                                               |
| ---- | -------------------------------------------------- | -------- | --------- | --------- | ----- | ----------------------------------------------------------------------------- |
| 1994 | Bottle Rocket                                      | Sí       |           | Sí        |       | curtmetratge; co-escrit amb Owen Wilson                                       |
| 1996 | Entre lladres (Bottle Rocket)                      | Sí       |           | Sí        | Sí    | Co-escrita amb Owen Wilson                                                    |
| 1998 | Rushmore                                           | Sí       | Sí        | Sí        | Sí    | Co-escrita amb Owen Wilson                                                    |
| 2001 | The Royal Tenenbaums                               | Sí       | Sí        | Sí        | Sí    | Co-escrita amb Owen Wilson                                                    |
| 2004 | The Life Aquatic with Steve Zissou                 | Sí       | Sí        | Sí        |       | Co-escrita amb Noah Baumbach                                                  |
| 2005 | Una història de Brooklyn (The Squid and the Whale) |          | Sí        |           |       | Pel·lícula dirigida per Noah Baumbach                                         |
| 2007 | Hotel Chevalier                                    | Sí       |           | Sí        |       | curtmetratge; pròleg de The Darjeeling Limited                                |
| 2007 | The Darjeeling Limited                             | Sí       | Sí        | Sí        |       | Co-escrita amb Roman Coppola i Jason Schwartzman                              |
| 2009 | Fantastic Mr. Fox                                  | Sí       | Sí        | Sí        | Sí    | Co-escrita amb Noah Baumbach                                                  |
| 2012 | Moonrise Kingdom                                   | Sí       | Sí        | Sí        |       | Co-escrita amb Roman Coppola                                                  |
| 2012 | Do You Like to Read?                               | Sí       |           | Sí        |       | curtmetratge; promoció de Moonrise Kingdom                                    |
| 2012 | Cousin Ben Troop Screening with Jason Schwartzman  | Sí       |           | Sí        |       | curtmetratge; promoció de Moonrise Kingdom                                    |
| 2014 | The Grand Budapest Hotel                           | Sí       | Sí        | Sí        |       | Història co-escrita amb Hugo Guinness                                         |
| 2014 | She's Funny That Way                               |          | executiu  |           |       | Pel·lícula dirigida per Peter Bogdanovich                                     |
| 2017 | Escapes                                            |          | executiu  |           |       | documental dirigit per Michael Almereyda                                      |
| 2018 | Isle of Dogs                                       | Sí       | Sí        | Sí        |       | Història co-escrita amb Roman Coppola, Jason Schwartzman i Kunichi Nomura     |
| 2021 | The French Dispatch                                | Sí       | Sí        | Sí        |       | Història co-escrita amb Roman Coppola, Jason Schwartzman i Hugo Guinness      |
| 2023 | Asteroid City                                      | Sí       | Sí        | Sí        |       | Història escrita per Anderson a partir d'una història seva i de Roman Coppola |

## Nominacions[calcitació]
- 2002 - Oscar al millor guió original - The Royal Tenenbaums
- 2002 - Os d'Or - The Royal Tenenbaums
- 2002 - BAFTA al millor guió original - The Royal Tenenbaums
- 2005 - Os d'Or - The Life Aquatic with Steve Zissou
- 2007 - Lleó d'Or - The Darjeeling Limited